# اچ‌ام‌اس نیوکاسل (۱۶۵۳)
اچ‌ام‌اس نیوکاسل (۱۶۵۳) (به انگلیسی: HMS Newcastle (1653)) یک کشتی بود که طول آن ۱۰۸ فوت (۳۲٫۹ متر) بود.